# Grand Prix d’Orchies
Der Grand Prix d’Orchies war ein französischer Straßenradsportwettbewerb, der als Eintagesrennen für Berufsfahrer veranstaltet wurde.

## Geschichte
Der Grand Prix d’Orchies wurde 1953 begründet und fand bis 1978 in der Gegend von Orchies im Département Nord in der Region Hauts-de-France statt. Das Rennen hatte 25 Ausgaben.

## Sieger
- 1953  Jules Renard
- 1954  Élie Marsy
- 1955  Edward Klabiński
- 1956  Edward Klabiński
- 1957  André Darrigade
- 1958  Jean Graczyk
- 1959  Roger Baens
- 1960  Jean Stablinski
- 1961  Jos Wauters
- 1962  Rolf Wolfshohl
- 1963  Karel de Laet
- 1964  Theo Verschueren
- 1965  Seamus Elliott
- 1966  Gilbert Desmet
- 1967  Peter Post
- 1968  Eric Demunster
- 1969  Jan Krekels
- 1970  Harry Steevens
- 1971 nicht ausgetragen
- 1972  Jozef Van Beers
- 1973  Willy Teirlinck
- 1974  Frans Verbeeck
- 1975  Marc Demeyer
- 1976  Walter Planckaert
- 1977  Paul Wellens
- 1978  Michel Laurent